# Amdrup-ekspeditionen
Carlsbergfondets Ekspedition til Østgrønland 1898–1900 også kaldet Amdrup-ekspeditionen var ledet af Georg Carl Amdrup.
De to første år studeredes området omkring Tasiilaq og i 1900 undersøgtes kyststrækningen fra Scoresby Sund mod syd langs Blossevillekysten til Kangerlussuaq og videre mod syd til Tasiilaq.

## Deltagere
- Georg Carl Amdrup
- Nikolaj Hartz
- G. Kruuse
- Henrik Deichmann
- S. Jensen
- Otto Nordenskjöld
- Johan Peter Koch
- Ejnar Ditlevsen
- A. Jakobsen
- Søren Nielsen
- Ejnar Mikkelsen